# Lisa Carrington
Lisa Carrington (Tauranga, 23 de juny de 1989) és una esportista neozelandesa que competeix en piragüisme en la modalitat d'aigües tranquil·les.
Va participar en els Jocs Olímpics de Londres 2012, obtenint una medalla d'or en la prova de K1 200 m. Ha guanyat 7 medalles en el Campionat Mundial de Piragüisme entre els anys 2011 i 2015.

## Palmarès internacional
| Jocs Olímpics     | Jocs Olímpics         | Jocs Olímpics | Jocs Olímpics |
| Any               | Lloc                  | Medalla       | Competició    |
| ----------------- | --------------------- | ------------- | ------------- |
| 2012              | Londres ( Regne Unit) | 1             | K1 200 m      |
| Campionat Mundial |                       |               |               |
| Any               | Lloc                  | Medalla       | Competició    |
| 2011              | Szeged ( Hongria)     | 1             | K1 200 m      |
| 2013              | Duisburg ( Alemanya)  | 1             | K1 200 m      |
| 2013              | Duisburg ( Alemanya)  | 3             | K1 500 m      |
| 2014              | Moscou ( Rússia)      | 1             | K1 200 m      |
| 2014              | Moscou ( Rússia)      | 2             | K1 500 m      |
| 2015              | Milà ( Itàlia)        | 1             | K1 500 m      |
| 2015              | Milà ( Itàlia)        | 1             | K1 200 m      |